# Ramal ferroviario Rosario-Casilda-Río Tercero-Córdoba
El Ramal Rosario - Casilda - Río Tercero - Córdoba es un ramal que pertenece al Ferrocarril General Bartolomé Mitre de la red ferroviaria de Argentina.

## Ubicación
Partiendo desde Rosario, el ramal atraviesa 479 km por las provincias de Santa Fe y Córdoba, a través de los departamentos de Rosario, San Lorenzo, Caseros, Marcos Juárez, Unión, General San Martín, Tercero Arriba, Calamuchita y Santa María, el ramal solo funciona entre Rosario Norte y Casilda.

## Servicios
No presta servicios de pasajeros, Solo de cargas entre Rosario Norte y Casilda.
Las estaciones Rosario Norte, Dalmacio Vélez Sarfield y Córdoba están concesionadas a la empresa de cargas Nuevo Central Argentino.

## Historia
El ramal fue construido por la empresa Ferrocarril Oeste Santafesino hacia el final del siglo XIX. El 26 de octubre de 1890 la empresa habilitó la sección entre Rosario y Casilda, continuando la línea a San José de la Esquina el 7 de noviembre de 1887.
En 1900 la empresa Ferrocarril Oeste Santafesino es absorbida por el Ferrocarril Central Argentino continuando la línea hasta llegar a Córdoba.
La línea pasó a formar parte de la compañía estatal Ferrocarril General Bartolomé Mitre, cuando se nacionalizaron los ferrocarriles en 1948.